# 科隆工人联合会

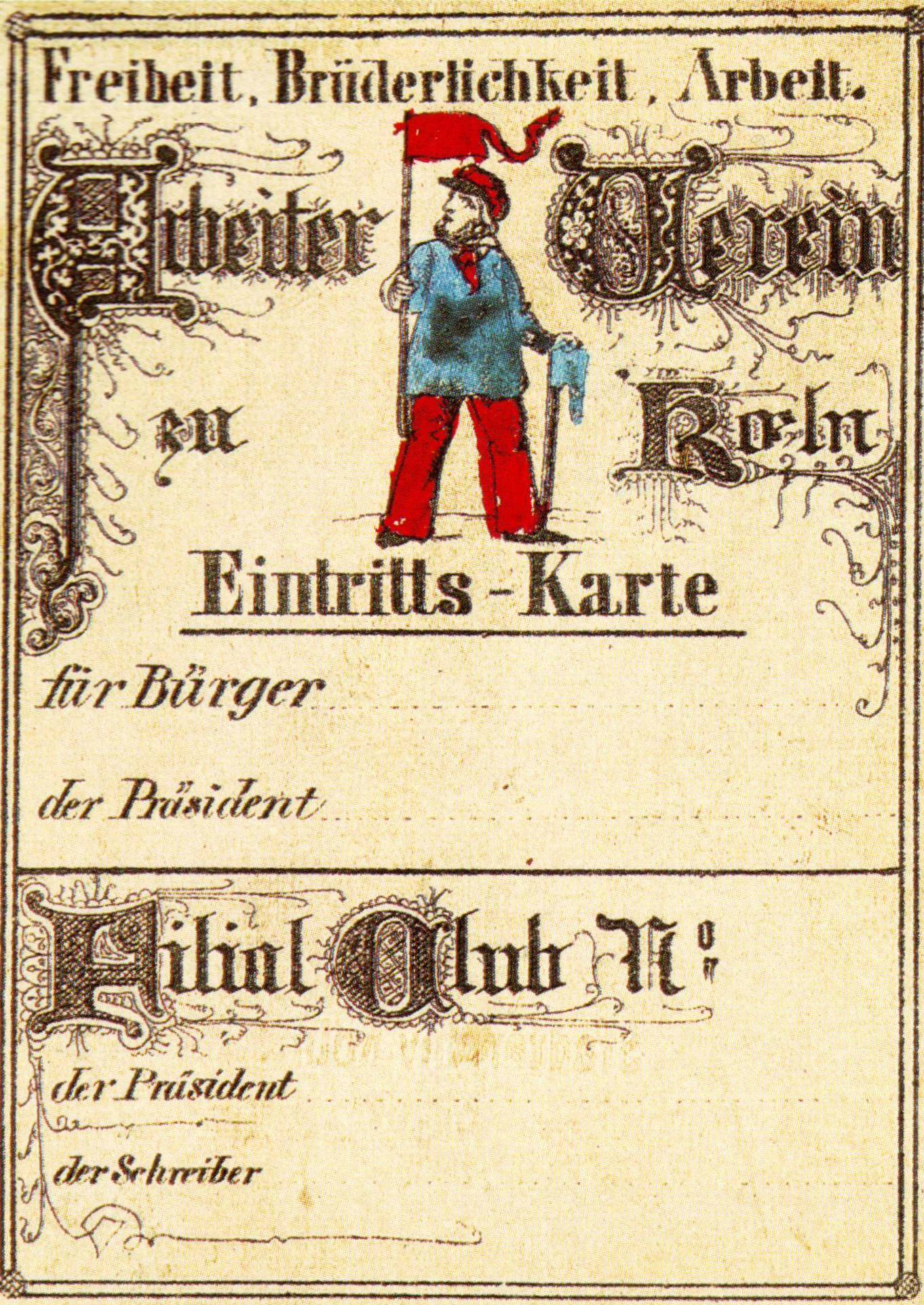
1848年科隆工人联合会入会券

科隆工人联合会（德語：Kölner Arbeiterverein）是德国历史上的一个工人协会。1848年4月13日，共产主义者同盟的成员在科隆建立该组织。最初约有300名成员，到5月初成员增至5000人。该组织早期受到安德烈亚斯·哥特沙克的“左”倾机会主义和宗派主义的影响，反对推动资产阶级民主革命，主张立即建立共和国。卡尔·马克思和弗里德里希·恩格斯抵达科隆后不久，便派遣卡尔·沙佩尔和马克西米利安·约瑟夫·莫尔等人前往加强科隆工人联合会的领导工作，并与哥特沙克的错误路线展开斗争。6月15日，哥特沙克退出联合会，莫尔当选为主席，沙佩尔任副主席。在莫尔的领导下，科隆工人联合会积极参与工人运动和民主运动。1848年10月，马克思应工人们的请求，暂时代理科隆工人联合会主席职务。1849年2月28日，沙佩尔当选为主席。在马克思和沙佩尔的领导下，科隆工人联合会进行改组，制定新章程，明确以提高工人阶级的觉悟和政治水平为主要任务，并与科隆的其他民主主义组织建立密切的联系。1849年德意志革命失败后，科隆工人联合会于同年10月转变为普通的工人教育协会；1850年，该组织解散。